# Guild of Stags
Guild of Stags is een Nederlands-Engelse rockband. De band werd opgericht door oud-leden van Krezip en de Engelse zanger Michael Devlin. Guild of Stags heeft opgetreden op Appelpop, Stöppelhaene en de Zwarte Cross.

## Geschiedenis
Nadat de Nederlandse rockband Krezip uit elkaar viel in 2009, besloten gitarist-zanger JP Hoekstra, bassist Joost van Haaren en drummer Bram van den Berg samen hun favoriete muziek te blijven spelen. Tijdens een jamsessie in 2009 in een strandtent in Zandvoort liepen ze de uit Londen afkomstige zanger Michael Devlin tegen het lijf met wie ze spontaan een cover van Led Zeppelins Whole lotta love speelden. Deze ontmoeting leidde tot de oprichting van Guild of Stags. In 2010 stonden ze reeds op het podium op diverse festivals in Nederland. Volgens Van den Berg heeft de geschiedenis met Krezip een positieve bijdrage geleverd aan het genereren van bekendheid voor Guild of Stags.
In 2011 trok de band kortstondig naar Londen om muziek te schrijven. In 2012 werd er weer opgetreden op festivals in Nederland. Ook werd er getourd door Nederland en Engeland, waar ze openden voor Within Temptation. Guild of Stags' debuutalbum Ode to the emperor verscheen in maart 2013. Van dit album is de single Millionaire afkomstig.
De band treedt op in clubs in zowel Nederland als Engeland, waar Devlin woonachtig is.